# アンドリュー・E・K・ベンハム
アンドリュー・エリコット・ケネディ・ベンハム (Andrew Ellicot Kennedy Benham, 1832年4月10日 - 1905年8月11日) は、アメリカ海軍の軍人、海軍少将。

## 生い立ちと初期の経歴
ベンハムは1832年4月10日にニューヨークのスタテンアイランドで生まれる。1847年11月24日に海軍兵学校を卒業し任官した。1847年から48年までスループのプリマス (USS Plymouth) に乗り組み、続いて49年から50年までブリッグのドルフィン (USS Dolphin) に乗り組んで東インド戦隊で勤務した。
ベンハム少将は1894年4月10日に退役した。その後1905年8月11日にニューヨーク州のレイク・マホパックで死去した。
その栄誉を称え3隻の駆逐艦がベンハムと命名された。
- ベンハム USS Benham (DD-49)：エールウィン級駆逐艦。
- ベンハム USS Benham (DD-397)：ベンハム級駆逐艦。1942年に戦没。
- ベンハム USS Benham (DD-796)：フレッチャー級駆逐艦。